# Grand Prix automobile de Pescara 1931
Le Grand Prix automobile de Pescara 1931 (VII° Coppa Acerbo) est un Grand Prix qui s'est tenu sur le circuit de Pescara les 15 et 16 août 1931 et disputé par deux classes ; les véhicules de moins de 1 100 cm3, concourent pour la Coppa Città di Pescara et les véhicules de plus de 1 100 cm3 concourent pour la Coppa Acerbo. 
Les véhicules de la première classe disputent une courses de quatre tours le 15 août alors que les véhicules de deuxième classe disputent une course de douze tours le 16 août.

## Coppa Città di Pescara

### Grille de départ
| 1re ligne | Pos. 3           | Pos. 2                 | Pos. 1              |
| --------- | ---------------- | ---------------------- | ------------------- |
|           | Platé BNC        | Ferrari Bugatti-Talbot | Bucci Lombard       |
| 2e ligne  | Pos. 6           | Pos. 5                 | Pos. 4              |
|           | Premoli Salmson  | Ardizzone Delage       | Del Re Fiat-Lombard |
| 3e ligne  | Pos. 9           | Pos. 8                 | Pos. 7              |
|           | Matrullo Salmson | Pratesi Salmson        | Decaroli Salmson    |
| 4e ligne  | Pos. 12          | Pos. 11                | Pos. 10             |
|           | *                | *                      | Dourel Bugatti      |

### Classement de la course
| Pos. | no | Pilote             | Écurie | Châssis          | Tours | Temps/Abandon              | Grille |
| ---- | -- | ------------------ | ------ | ---------------- | ----- | -------------------------- | ------ |
| 1    | 18 | Louis Decaroli     | Privé  | Salmson          | 4     | 56 min 10 s 6 (108,9 km/h) | 7      |
| 2    | 6  | Gerolamo Ferrari   | Privé  | Bugatti-Talbot   | 4     | + 45 s 4                   | 2      |
| 3    | 24 | Francesco Matrullo | Privé  | Salmson          | 4     | + 2 min 16 s 0             | 9      |
| 4    | 10 | Luigi Platé        | Privé  | BNC              | 4     | + 6 min 35 s 2             | 3      |
| 5    | 14 | Filippo Ardizzone  | Privé  | Delage Spéciale  | 4     | + 12 min 53 s 6            | 5      |
| Abd. | 12 | Luigi del Re       | Privé  | Fiat-Lombard AL3 | 3     |                            | 4      |
| Abd. | 22 | Albino Pratesi     | Privé  | Salmson          | 2     |                            | 8      |
| Abd. | 26 | Daniel Dourel      | Privé  | Amilcar          | 1     | Accident                   | 10     |
| Abd. | 16 | Luigi Premoli      | Privé  | Salmson          | 0     |                            | 6      |
| Abd. | 4  | Piero Bucci        | Privé  | Lombard AL3      | 0     | Accident                   | 1      |
| Np.  | 2  | « Aimini »         | Privé  | Amilcar          |       | Non partant                |        |
| Np.  | 8  | Aldo Terigi        | Privé  | Salmson          |       | Non partant                |        |
| Np.  | 20 | « Romagnoli »      | Privé  | Salmson          |       | Non partant                |        |
| Np.  | 28 | Marcel Boucly      | Privé  | Salmson          |       | Non partant                |        |
| Np.  | 30 | Luigi Fagioli      | Privé  | Salmson          |       | Partant dans le groupe 2   |        |

- Légende: Abd.=Abandon ; Np.=Non partant

## Coppa Acerbo

### Grille de départ
| 1re ligne | Pos. 3              | Pos. 2                 | Pos. 1              |
| --------- | ------------------- | ---------------------- | ------------------- |
|           | Ghersi Bugatti      | Severi Alfa Romeo      | Campari Alfa Romeo  |
| 2e ligne  | Pos. 6              | Pos. 5                 | Pos. 4              |
|           | Dreyfus Maserati    | Borzacchini Alfa Romeo | Klinger Maserati    |
| 3e ligne  | Pos. 9              | Pos. 8                 | Pos. 7              |
|           | Fagioli Maserati    | E. Maserati            | Nuvolari Alfa Romeo |
| 4e ligne  | Pos. 12             | Pos. 11                | Pos. 10             |
|           | Sebastiani Maserati | Varzi Bugatti          | Chiron Bugatti      |
| 5e ligne  | Pos. 15             | Pos. 14                | Pos. 13             |
|           | Biondetti Bugatti   | Ruggeri Talbot         | Balestrero Bugatti  |

### Classement de la course
| Pos. | no | Pilote              | Écurie                     | Châssis              | Tours | Temps/Abandon                  | Grille |
| ---- | -- | ------------------- | -------------------------- | -------------------- | ----- | ------------------------------ | ------ |
| 1    | 32 | Giuseppe Campari    | Scuderia Ferrari           | Alfa Romeo Tipo A    | 12    | 2 h 19 min 42 s 4 (131,4 km/h) | 1      |
| 2    | 56 | Louis Chiron        | Automobiles Ettore Bugatti | Bugatti Type 51      | 12    | + 2 min 7 s 0                  | 10     |
| 3    | 50 | Tazio Nuvolari      | Scuderia Ferrari           | Alfa Romeo Tipo A    | 12    | + 5 min 35 s 4                 | 7      |
| 4    | 58 | Achille Varzi       | Automobiles Ettore Bugatti | Bugatti Type 51      | 12    | + 6 min 53 s 2                 | 11     |
| 5    | 54 | Luigi Fagioli       | Officine Alfieri Maserati  | Maserati Tipo 26 M   | 12    | + 8 min 32 s 2                 | 9      |
| 6    | 34 | Francesco Severi    | Scuderia Ferrari           | Alfa Romeo Monza     | 12    | + 9 min 53 s 8                 | 2      |
| 7    | 42 | Umberto Klinger     | Officine Alfieri Maserati  | Maserati Tipo 26 M   | 11    | + 1 tour                       | 4      |
| 8    | 68 | Renato Balestrero   | Privé                      | Bugatti Type 35C     | 11    | + 1 tour                       | 13     |
| 9    | 36 | Pietro Ghersi       | Privé                      | Bugatti Type 35B     | 11    | + 1 tour                       | 3      |
| 10   | 64 | Guido Sebastiani    | Privé                      | Maserati Tipo 26     | 7     | + 5 tours                      | 12     |
| Abd. | 72 | Amedeo Ruggeri      | Privé                      | Talbot 700           | 6     | Moteur/Pneus/Accident?         | 14     |
| Abd. | 78 | Clemente Biondetti  | Privé                      | Bugatti Type 35C     | 4     | Pneus                          | 15     |
| Abd. | 52 | Ernesto Maserati    | Officine Alfieri Maserati  | Maserati Tipo V4     | 4     | Pneus                          | 8      |
| Abd. | 46 | Baconin Borzacchini | Scuderia Ferrari           | Alfa Romeo Monza     | 2     | Moteur                         | 5      |
| Abd. | 48 | René Dreyfus        | Officine Alfieri Maserati  | Maserati Tipo 26 M   | 0     | Pneus/Accident?                | 6      |
| Np.  | 38 | Rodolfo del Drago   | Prince Rodolfo Del Drago   | Mercedes-Benz SS     |       | Non partant                    |        |
| Np.  | 40 | Domemico Cerami     | Prince Domenico Cerami     | Maserati Tipo 26 BMM |       | Non partant                    |        |
| Np.  | 44 | « X »               | Privé                      | Maserati Tipo 26 M   |       | Non partant                    |        |
| Np.  | 60 | « X »               | Privé                      | Alfa Romeo 6C 1750   |       | Non partant                    |        |
| Np.  | 62 | « Salvatucci »      | Privé                      | « X »                |       | Non partant                    |        |
| Np.  | 66 | « Cairelli »        | Privé                      | Maserati Tipo 26 B   |       | Non partant                    |        |
| Np.  | 70 | Renato Danese       | Privé                      | Bugatti Type 35C     |       | Non partant                    |        |
| Np.  | 74 | Secondo Corsi       | Privé                      | Alfa Romeo 6C 1750   |       | Non partant                    |        |
| Np.  | 76 | Giuseppe Tuffanelli | Privé                      | Alfa Romeo 6C 1750   |       | Non partant                    |        |
| Np.  | 80 | R. Breda            | Privé                      | « X »                |       | Non partant                    |        |

- Légende: Abd.=Abandon ; Np.=Non partant

## Pole position et record du tour
- Coppa Città di Pescara
  - Pole position :  Piero Bucci (Lombard) par tirage au sort.
  - Meilleur tour en course :  Louis Decaroli (Salmson) en 13 min 36 s 4 (112,4 km/h) au quatrième tour.
- Coppa Acerbo
  - Pole position :  Giuseppe Campari (Alfa Romeo) par tirage au sort.
  - Meilleur tour en course :  Tazio Nuvolari (Alfa Romeo) en 11 min 24 s 4 (134,1 km/h) au quatrième tour.

## Tours en tête
- Coppa Città di Pescara
  -  Daniel Dourel : 1 tours (1)
  -  Louis Decaroli : 3 tour (2-4)
- Coppa Acerbo
  -  Giuseppe Campari : 9 tours (1-4 / 8-12)
  -  Tazio Nuvolari : 3 tours (5-7)